# Миллико, Джузеппе
Джузеппе Миллико (итал. Giuseppe Millico), или Вито Джузеппе Миллико (итал.  Vito Giuseppe Millico), прозванный Московита (итал. Moscovita; 19 января 1737 года, Терлицци, Неаполитанское королевство — 2 октября 1802 года, Неаполь, Неаполитанское королевство) — итальянский композитор, певец–кастрат.

## Биография
Вито Джузеппе Миллико родился в Терлицци 19 января 1737 года. В 1744 году переехал в Неаполь, где поступил в одну из четерёх местных консерваторий. В 1757 году дебютировал как певец в Риме. С 1758 по 1765 год служил при императорском дворе в России, за что позднее получил прозвище «Московита» (т.е. «Москвич»).
В Санкт-Петербурге Джузеппе Миллико участвовал в постановках опер Винченцо Манфредини «Признание Семирамиды» (итал. Semiramide riconosciuta), «Карл Великий» (итал. Carlo Magno) и «Мир героев» (итал. La Pace degli eroi), в опере «Хосров, царь Персии» (итал. Siroe, re di Persia) Германа Фридриха Раупаха, а также преподавал вокал. В 1769 году был в Парме, где участвовал в премьере оперы «Праздник Аполлона» (итал. Le feste d'Apollo) Кристофа Виллибальда Глюка, блестяще исполнив партию Анфризия. Позднее исполнил партию Орфея в опере «Орфей и Эвридика» и партию Адмета в опере «Альцеста», а также главную партию в опере «Парис и Елена» того же композитора.
После исполнения партии Ринальдо в опере «Армида» Антонио Саккини в герцогском театре в Милане во время карнавала 1772 года, Джузеппе Миллико уехал в Лондон с композиторами из Италии. В Лондоне исполнял главные партии в операх «Сид» и «Тамерлан». Предпринял неудачную попытку восстановить английскую версию оперы «Орфей и Эвридика» в соответствии с волей автора. В 1773 году, через три месяца после представления «Тамерлана» и перехода Антонио Саккини в Королевский театр, Джузеппе Миллико предпринял попытку вернуться к исполнению оригинальной партии Орфея.
Некоторое время жил в Париже. В 1774 году посетил Цвайбрюкен, Мангейм и Берлин. В 1774—1775 году вернулся в Италию, в театр Сан-Бенедетто в Венеции, где участвовал в премьерных постановках опер «Олимпиада» Паскуале Анфосси и «Демофонт» Джованни Паизиелло. В 1775 году во Флоренции в театре Ла-Пергола, участвовал в премьерах опер «Персей и Андромеда» Джузеппе Гаццанига и «Великий Сид» Джованни Паизиелло. Сезон 1776 года Джузеппе Миллико открыл 26 декабря мировой премьерой на карнавале в Венеции оперы «Вологез» Пьетро Алессандро Гульельми. В том же сезоне он сыграл роль Эпитиды в опере «Меропэ» Томмазо Траэтты. Вернулся во Флоренцию, откуда переехал в Рим, где, однако, 29 декабря 1776 года был заменён коллегой Франческо Ронкалья на премьере оперы «Ифигения» Джузеппе Сарти. Его дебют в той же опере состоялся 8 Январь 1777 года на сцене театра Арджентина.
В 1780 году, завершив театральную карьеру, вернулся в Неаполь, где был принят в королевскую капеллу, а в 1786 году получил место учителя пения монарших детей. Среди его учениц была известная леди Эмма Гамильтон.
В Неаполе Джузеппе Миллико написал несколько опер, в том числе «Гиперместру, или Данаид» (итал. Ipermestra o La Danaidi) на либретто Раньери де Кальцабиджи. Он был приверженцем реформы Кристофа Виллибальда Глюка. Кроме опер им были написаны несколько кантат, многочисленные арии, дуэты и песни, часто исполняемые под аккомпанемент арфы.
Ослеп в 1797 году. Джузеппе Миллико умер 2 октября 1802 года в Неаполе. В своем завещании оставил значительное состояние семье, а также сто дукатов своему «другу», композитору Гаэтано Андреоцци, по прозвищу Йоммеллино, «купить немного храбрости».

## Творческое наследие
Творческое наследие композитора включает 10 опер (из них 1 не окончена и у 2 сомнительная атрибуция), несколько кантат, ряд вокальных и инструментальных сочинений.